# Arroyo de San Serván
Arroyo de San Serván és un municipi de la província de Badajoz, a la comunitat autònoma d'Extremadura.